# Томсон (Міннесота)
Томсон (англ. Thomson) — місто (англ. city) в США, в окрузі Карлтон штату Міннесота. Населення — 159 осіб (2010).

## Географія
Томсон розташований за координатами 46°40′7″ пн. ш. 92°24′6″ зх. д. / 46.66861° пн. ш. 92.40167° зх. д. (46.668704, -92.401546).  За даними Бюро перепису населення США в 2010 році місто мало площу 5,78 км², з яких 4,83 км² — суходіл та 0,94 км² — водойми.

## Демографія
Згідно з переписом 2010 року, у місті мешкало 159 осіб у 73 домогосподарствах у складі 48 родин. Густота населення становила 28 осіб/км².  Було 76 помешкань (13/км²).
Расовий склад населення:
| - 96,9 % — білих - 1,3 % — корінних американців - 0,6 % — азіатів |

До двох чи більше рас належало 0,6 %. Частка іспаномовних становила 0,0 % від усіх жителів.
За віковим діапазоном населення розподілялося таким чином: 17,0 % — особи молодші 18 років, 64,1 % — особи у віці 18—64 років, 18,9 % — особи у віці 65 років та старші. Медіана віку мешканця становила 48,2 року. На 100 осіб жіночої статі у місті припадало 93,9 чоловіків;  на 100 жінок у віці від 18 років та старших — 100,0 чоловіків також старших 18 років.